# Seladerma annulipes
Seladerma annulipes is een vliesvleugelig insect uit de familie Pteromalidae. De wetenschappelijke naam is voor het eerst geldig gepubliceerd in 1833 door Walker.